# Christine (Siouxsie and the Banshees)
Christine è un singolo del gruppo musicale britannico Siouxsie and the Banshees, pubblicato il 30 maggio 1980 come seconda e ultima anticipazione dell'album Kaleidoscope.

## Il disco
Christine ha segnato un cambiamento musicale portato al gruppo dall'arrivo del chitarrista John McGeoch. Il brano comincia con un riff suonato alla chitarra acustica, mentre il ritornello viene sostenuto dai sintetizzatori e un effetto di flanger chiude la canzone.
Il testo del brano descrive la malattia mentale della protagonista, donna che si disintegra nelle sue 22 facce, e si ispira alla storia di Chris Costner Sizemore, americana cui venne diagnosticato negli Anni 1950 un disturbo dissociativo dell'identità. La storia è stata ripresa anche nel film La donna dai tre volti del 1957. Due delle identità di Christine, la "Strawberry Girl" e la "Banana Split Lady", vengono esplicitamente menzionate nel testo della canzone, mentre le due identità più estreme della donna, "Eve White" e "Eve Black", sono combinate nel titolo del lato B del singolo.
Pubblicato il 30 maggio 1980 in 7", il singolo è arrivato alla ventiduesima posizione delle classifiche inglesi  ma il gruppo non la suonò mai a Top of the Pops a causa di una disputa tra la trasmissione e il sindacato britannico dei musicisti (luglio-agosto 1980).

### Video
Anche se John McGeoch suona su questa traccia, contrattualmente non gli fu permesso di apparire nel video. È stato utilizzato lo stesso set della copertina dell'album Kaleidoscope, disegnato da Joe Lyons. Su uno sfondo di tende veneziane orizzontali, c'è la performance della band in piedi. Siouxsie è splendente in rosso e giallo, dai vestiti al make-up e mima di suonare una chitarra acustica. Ci sono immagini sovrapposte della telecamera e sul palco, durante tutto il video, Siouxsie (in primo piano) compare guardando attraverso le veneziane.

### Versioni
- 30 maggio 1980 – Siouxsie and the Banshees, Christine, 45 giri, Polydor 2059 249, Regno Unito[2]. Questa versione è pubblicata come singolo con Eve White/Eve Black come lato B e co-prodotta da Nigel Gray. Christine è stata inclusa nella raccolta Once Upon a Time: The Singles del 1981, mentre Eve White/Eve Black è presente nel disco dal vivo Nocturne del 1983.

### Cover
- Nel 2001 i Red Hot Chili Peppers fecero una cover del brano durante il V Festival[3].
- I Simple Minds hanno inserito una cover del pezzo nell'edizione deluxe del loro album Graffiti Soul del 2009.

## Tracce
Musiche di Sioux, Severin.
Lato A
1. Christine - 2:55 (testo: Severin)

Lato B
1. Eve White/Eve Black - 3:00 (testo: Sioux)

## Formazione
- Siouxsie Sioux – voce, pianoforte
- John McGeoch – chitarra elettrica, chitarra a 12 corde, farfisa
- Steven Severin – basso, drumbox
- Budgie – batteria